# Bienvenida Agirrezabala Esnaola
Bienvenida Agirrezabala Esnaola (Tolosa, 1916 - Motrico, Prisión Central de Saturrarán, 28 de agosto de 1938) fue una mujer española, represaliada durante la guerra civil.  

## Biografía
Cuando las tropas de Franco entraron en Tolosa, le cortaron el pelo. Después huyó a Bilbao. En un teatro de Bilbao mostró cómo los fascistas le habían rapado para mostrar al público la represión.Con su madre y su hermana que estaban en Bilbao, embarcaron intentando huir pero fueron capturadas y arrestadas, quizás por el Almirante Cervera. Fue llevada a San Sebastián. 
Acusada de ser comunista, fue sometida a un consejo de guerra y llevada presa a la prisión de mujeres de Saturrarán. Según sentencia del 15 de octubre de 1937 fue condenada a 30 años y un día. Murió en prisión enferma de tifus el 28 de agosto de 1938, enfermedad contraída por las terribles condiciones carcelarias.